# Current Medicinal Chemistry
Current Medicinal Chemistry (abrégé en Curr. Med. Chem.) est une revue scientifique à comité de lecture qui publie des articles sur la chimie médicinale.
D'après le Journal Citation Reports, le facteur d'impact de ce journal était de 3,853 en 2014. Le directeur de publication est Atta-ur-Rahman (Université de Karachi, Pakistan).